# Liste der Naturdenkmale in Blankenfelde-Mahlow

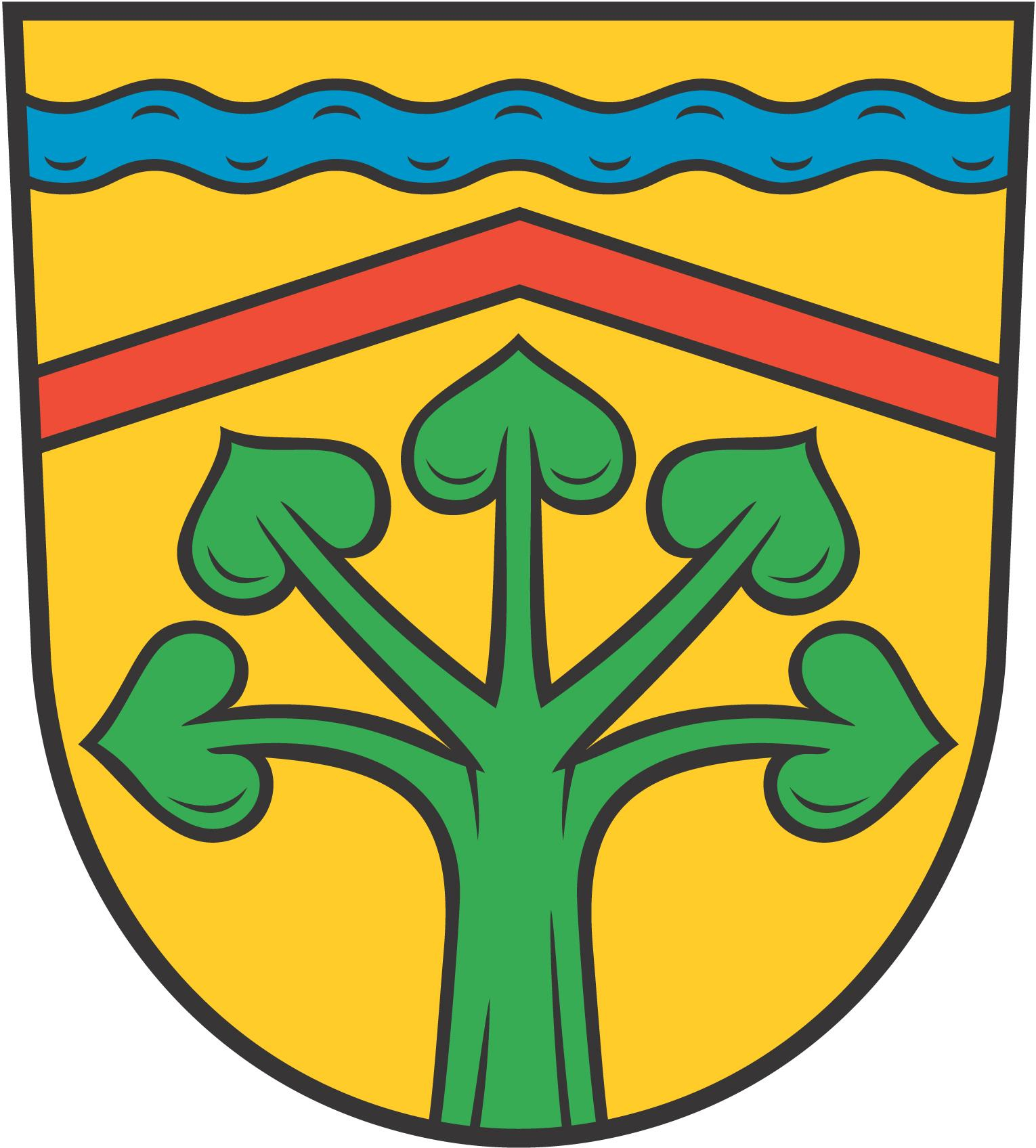
Wappen von Blankenfelde-Mahlow

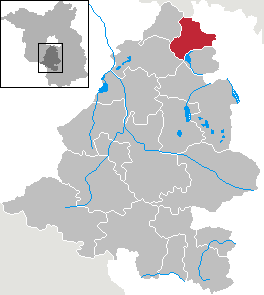
Lage von Blankenfelde-Mahlow

Die Liste der Naturdenkmale in Blankenfelde-Mahlow enthält die Naturdenkmale der brandenburgischen Gemeinde Blankenfelde-Mahlow und ihrer Ortsteile, welche durch Rechtsverordnung geschützt sind. Naturdenkmäler sind Einzelschöpfungen der Natur, deren Erhaltung wegen ihres beeindruckenden Aussehen, ihrer Seltenheit, ihren Alter oder ihrer Eigenart sowie ihrer ökologischen, wissenschaftlichen, geschichtlichen, volks- oder heimatkundlichen Bedeutung im öffentlichen Interesse liegt oder den Landschaftsraum prägen. Grundlage sind die Veröffentlichungen des Landkreises Teltow-Fläming, wo durch die entsprechenden staatlichen Behörden per Rechtsverordnung oder Gesetz die Naturdenkmale festgesetzt wurden. Dabei wird durch die Festsetzung in 4 verschiedene Kategorien unterschieden:
- Bäume – „Bäume, Baumreihen, Baumgruppen, Alleen, Relikte natürlicher Wälder“[3]
- Findlinge[4]
- Naturdenkmal nass – „Hohlformen, Quellen/Salzaustritte, Moore, Moorseen, Feuchtwiesen, natürliche Bachläufe“[5]
- Naturdenkmal trocken – „Erosionsrinnen, Trockentäler, Dünen, Trockenhänge, Heiden, Erdfälle, Trockenrasen“[6]

## Legende
In den Spalten befinden sich folgende Informationen:
- Nr.: Identifizierungsnummer nach veröffentlichter Liste. Sie wird von der unteren Naturschutzbehörde des Landkreises oder der kreisfreien Stadt vergeben. Wenn sie bekannt ist, wird sie angegeben. In dieser Spalte kann sich zusätzlich das Wort Wikidata befinden, der entsprechende Link führt zu Angaben zu diesem Naturdenkmal bei Wikidata.
- Bezeichnung: Benennung des Naturdenkmals, in der Regel wird bei Bäume die Baumart genannt. Bekannte Eigennamen werden mit angegeben.
- Gemarkung: Ort oder Gemarkung, in der sich das Naturdenkmal befindet
- Lage: Nennt die Lage des Naturdenkmals im jeweiligen Ortsteil und die geografischen Koordinaten des Naturdenkmals. Link zu einem Kartenansichtstool, um Koordinaten zu setzen. In der Kartenansicht sind Naturdenkmale ohne Koordinaten mit einem roten beziehungsweise orangen Marker dargestellt und können in der Karte gesetzt werden. Denkmale ohne Bild sind mit einem blauen bzw. roten Marker gekennzeichnet, Denkmale mit Bild mit einem grünen beziehungsweise orangen Marker.
- Beschreibung: die Beschreibung des Naturdenkmales
- Schutzzweck: Erläutert den Grund der Unterschutzstellung
- Bild: Zeigt ein Bild des Naturdenkmales und gegebenenfalls ein Link zu weiteren Fotos im Medienarchiv Wikimedia Commons

## Blankenfelde

### Bäume
| Bild                                    | Bezeichnung                                    | Lage | Beschreibung | Schutzzweck                                                                  | Nummer                                 |
| --------------------------------------- | ---------------------------------------------- | --- | ------------ | ---------------------------------------------------------------------------- | -------------------------------------- |
| BW                                      | Stieleiche (Quercus robur) (Baum)              | Blankenfelde, Diedersdorf, 1,7 km OSO Kirche, 0,2 km S Straße nach Blankenfelde; Flur 2, Flurstück 136, 154 (52° 20′ 6,7″ N, 13° 22′ 41″ O)                       |              | Eigenart (Alter, Größe), Schönheit (Landschaftsbild), landeskundliche Gründe | Blattnummer: 42, Registernummer: B0642 |
| Direkt Bild zu diesem Denkmal hochladen | Zwei Eichen (Baumgruppe)                       | Blankenfelde, 0,15 km S-Bahnhof; Flur 15, Flurstück 187 () | ehemalig     | Eigenart (Alter, Größe), Seltenheit (lokal)                                  | Blattnummer: 42, Registernummer: B0736 |
| Weitere Bilder Fotos hochladen          | Stieleiche (Baum)                              | Blankenfelde, 0,5 km S Kirche, Ortsausgang nach Jühnsdorf, Trebbiner Damm in Höhe von Haus Nr. 8; Flur 2; 19, Flurstück 96; 43/3 (52° 19′ 36″ N, 13° 23′ 32,4″ O) |              | Eigenart (Alter, Größe, Ausbildungsform), Schönheit (Ortsbild)               | Blattnummer: 17, Registernummer: B0740 |
| BW                                      | Linde (Tilia spec.) (Baum)                     | Blankenfelde, Gemeindebüro; Flur 13, Flurstück 375 (52° 19′ 53,9″ N, 13° 23′ 45,9″ O)                                                                             |              | Eigenart (Alter, Schönheit)                                                  | Blattnummer: 15, Registernummer: B0911 |
| BW                                      | Mammutbaum (Sequoiadendron-Taxodiaceae) (Baum) | Blankenfelde, Haydnstraße 50; Flur 11, Flurstück 268 (52° 20′ 27,9″ N, 13° 24′ 39,5″ O)                                                                           |              | wissenschaftliche Gründe (dendrologisch)                                     | Blattnummer: 18, Registernummer: B0917 |

## Dahlewitz

### Bäume
| Bild                                    | Bezeichnung                                              | Lage | Beschreibung | Schutzzweck                                                                              | Nummer                                 |
| --------------------------------------- | -------------------------------------------------------- | --- | ------------ | ---------------------------------------------------------------------------------------- | -------------------------------------- |
| BW                                      | Blutbuche (Fagus sylvatica "Atropurpurea") (Baum)        | Dahlewitz, Dorfaue, vor Gutsgelände, O der B96; Flur 4, Flurstück 143, 144 (52° 19′ 17,5″ N, 13° 26′ 26,8″ O)                 |              | Eigenart (Alter, Größe), Schönheit (Ortsbild), Wissenschaftliche Bedeutung (Dendrologie) | Blattnummer: 22, Registernummer: B0631 |
| Fotos hochladen                         | Linde (Tilia spec.) (Baum)                               | Dahlewitz, Dorfaue, N Kirche; Flur 4, Flurstück 163 (52° 19′ 17,4″ N, 13° 26′ 24,9″ O)                                        |              | Eigenart (Alter, Größe)                                                                  | Blattnummer: 21, Registernummer: B0634 |
| Direkt Bild zu diesem Denkmal hochladen | Ulme (Baum)                                              | Dahlewitz, Dorfaue, Eingang zum Gutsgelände, O der B96; Flur 4, Flurstück 143 ()                                              | ehemalig     | Eigenart (Alter, Größe), Schönheit (Ortsbild), Seltenheit                                | Blattnummer: 17, Registernummer: B0637 |
| BW                                      | Stieleiche (Quercus robur)(Baum)                         | Dahlewitz, 0,5 km WSW Autobahnabfahrt Rangsdorf, am Lagengraben; Flur 5, Flurstück 798 (52° 18′ 10,9″ N, 13° 26′ 53,5″ O)     |              | Eigenart (Alter, Größe), Schönheit (Landschaftsbild)                                     | Blattnummer: 19, Registernummer: B0638 |
| Direkt Bild zu diesem Denkmal hochladen | Maulbeerbaum (Baum)                                      | Dahlewitz, Grünanlage W Bahnhof; Flur 2, Flurstück 167 ()                                                                     | ehemalig     | Wissenschaftliche Bedeutung (Dendrologie)                                                | Blattnummer: 18, Registernummer: B0751 |
| Direkt Bild zu diesem Denkmal hochladen | Kastanienallee (Allee)                                   | Dahlewitz, 0,6 km SO Kirche, N Straße nach Brusendorf; Flur 5, Flurstück 86 ()                                                | ehemalig     | Schönheit (Landschaftsbild)                                                              | Blattnummer: 19, Registernummer: B0753 |
| Direkt Bild zu diesem Denkmal hochladen | Stieleiche (Baum)                                        | Dahlewitz, Bahnhof Dahlewitz; Flur 4, Flurstück 453/26 ()                                                                     | ehemalig     | Schönheit (Ortsbild)                                                                     | Blattnummer: 20, Registernummer: B0754 |
| BW                                      | Amerikanische Gleditschie (Gleditsia triacanthos) (Baum) | Dahlewitz, 1,9 km SSW Kirche, 0,1 km S Autobahn, 0,5 km O Bahnlinie; Flur 5, Flurstück 649 (52° 18′ 17,8″ N, 13° 25′ 51,4″ O) |              | Wissenschaftliche Bedeutung (Dendrologie)                                                | Blattnummer: 25, Registernummer: B0755 |
| BW                                      | Stieleiche (Quercus robur) (Baum)                        | Dahlewitz, 1,9 km S Kirche, 0,2 km S Autobahn; Flur 5, Flurstück 265 (52° 18′ 13,4″ N, 13° 26′ 9,1″ O)                        |              | Eigenart (Alter, Größe), Schönheit (Landschaftsbild)                                     | Blattnummer: 20, Registernummer: B0834 |

### Findlinge
| Bild                                    | Bezeichnung                | Lage                                                 | Beschreibung | Schutzzweck                                                | Nummer                                |
| --------------------------------------- | -------------------------- | ---------------------------------------------------- | ------------ | ---------------------------------------------------------- | ------------------------------------- |
| Direkt Bild zu diesem Denkmal hochladen | Findling (Fünffingerstein) | Dahlewitz, S Kirchhofmauer; Flur 4, Flurstück 161 () | ehemalig     | Erdgeschichtliche Bedeutung, Naturgeschichtliche Bedeutung | Blattnummer: 5, Registernummer: F0578 |

## Glasow

### Bäume
| Bild                           | Bezeichnung          | Lage                                                                              | Beschreibung | Schutzzweck                                   | Nummer                                 |
| ------------------------------ | -------------------- | --------------------------------------------------------------------------------- | ------------ | --------------------------------------------- | -------------------------------------- |
| Weitere Bilder Fotos hochladen | Friedenseiche (Baum) | Glasow, Dorfaue, S Kirche; Flur 18, Flurstück 195 (52° 20′ 40″ N, 13° 26′ 6,6″ O) | ehemalig     | Eigenart (Alter, Größe), Schönheit (Ortsbild) | Blattnummer: 29, Registernummer: B0535 |

## Groß Kienitz

### Bäume
| Bild | Bezeichnung         | Lage                                                                              | Beschreibung                  | Schutzzweck                                                           | Nummer                                 |
| ---- | ------------------- | --------------------------------------------------------------------------------- | ----------------------------- | --------------------------------------------------------------------- | -------------------------------------- |
| BW   | Linde (Tilia spec.) | Groß-Kienitz, Dorfstraße; Flur 1, Flurstück 23 (52° 19′ 24,3″ N, 13° 27′ 53,7″ O) | bei Groß-Kienitz, Dorfstr. 13 | Eigenart (Alter, Größe), Schönheit (Ortsbild), landeskundliche Gründe | Blattnummer: 27, Registernummer: B0648 |

### Naturdenkmal Nass
| Bild | Bezeichnung             | Lage | Beschreibung | Schutzzweck                                                | Nummer                                |
| ---- | ----------------------- | --- | ------------ | ---------------------------------------------------------- | ------------------------------------- |
| BW   | Krausenpfuhl (Hohlform) | Groß Kienitz, 1,0 km NO Kirche; Flur 1, Flurstück 111 (52° 19′ 52,1″ N, 13° 28′ 21,6″ O)                                              |              | Erdgeschichtliche Bedeutung, Naturgeschichtliche Bedeutung | Blattnummer: 8, Registernummer: N0081 |
| BW   | Brunnluch 3 (Moor)      | Groß Kienitz, 0,7 km O Kirche; Flur 1, Flurstück 518, 351/5 - 351/7, 351/10, 351/11, 351/14 - 351/16 (52° 19′ 29,4″ N, 13° 28′ 43″ O) |              | Erdgeschichtliche Bedeutung, Naturgeschichtliche Bedeutung | Blattnummer: 6, Registernummer: N0309 |
| BW   | Brunnluch 2 (Moor)      | Groß Kienitz, 1,3 km O Kirche; Flur 1, Flurstück 350/2 (52° 19′ 35″ N, 13° 29′ 3,1″ O)                                                |              | Erdgeschichtliche Bedeutung, Naturgeschichtliche Bedeutung | Blattnummer: 5, Registernummer: N0310 |
| BW   | Brunnluch 1 (Moor)      | Groß Kienitz, 1,0 km O Kirche; Flur 1, Flurstück 388/1, 388/3, 388/4, 351/3, 351/4, 388/2 (52° 19′ 23,7″ N, 13° 28′ 50,5″ O)          |              | Erdgeschichtliche Bedeutung, Naturgeschichtliche Bedeutung | Blattnummer: 7, Registernummer: N0311 |

## Jühnsdorf

### Bäume
| Bild                                    | Bezeichnung                                | Lage | Beschreibung                                                      | Schutzzweck                                                           | Nummer                                 |
| --------------------------------------- | ------------------------------------------ | --- | ----------------------------------------------------------------- | --------------------------------------------------------------------- | -------------------------------------- |
| BW                                      | Stieleiche (Quercus robur) (Baum)          | Jühnsdorf, 1,075 km W Kirche; Flur 1, Flurstück 68/1, 68/2 (52° 18′ 8,9″ N, 13° 22′ 7″ O)                         | auf Wiese hinter Wald Trienbusch am verlängerten Löwenbrucher Weg | Eigenart (Alter, Größe), Schönheit (Landschaftsbild)                  | Blattnummer: 30, Registernummer: B0654 |
| BW                                      | Stieleiche (Quercus robur) (Baum)          | Jühnsdorf, 0,95 km W Kirche, am Wirtschaftsweg; Flur 1, Flurstück 61, 69, 68/1 (52° 18′ 11,1″ N, 13° 22′ 13,6″ O) | im Wald Trienbusch am verlängerten Löwenbrucher Weg               | Eigenart (Alter, Größe)                                               | Blattnummer: 31, Registernummer: B0655 |
| BW                                      | Linde (Tilia spec.) (Baum)                 | Jühnsdorf, am Kirschenberg; Flur 3, Flurstück 122 (52° 18′ 20,3″ N, 13° 23′ 3,6″ O)                               | im Wald nördlich Glasower Weg                                     | Eigenart (Alter, Größe, Ausbildungsform), Schönheit (Landschaftsbild) | Blattnummer: 28, Registernummer: B0768 |
| BW                                      | 3 Stieleichen (Quercus robur) (Baumgruppe) | Jühnsdorf, N-Teil des Ortes; Flur 1, Flurstück 242 (52° 18′ 14,3″ N, 13° 22′ 49,6″ O)                             | entlang Dorfstraße                                                | Eigenart (Alter, Größe), Schönheit (Ortsbild)                         | Blattnummer: 34, Registernummer: B0769 |
| BW                                      | 3 Stieleichen (Quercus robur) (Baumgruppe) | Jühnsdorf, Weg zum Stall; Flur 1, Flurstück 80 (52° 18′ 11,4″ N, 13° 22′ 44,4″ O)                                 | entlang Löwenbrucher Weg                                          | Eigenart (Alter, Größe), Schönheit (Ortsbild)                         | Blattnummer: 35, Registernummer: B0770 |
| Direkt Bild zu diesem Denkmal hochladen | Rotbuche (Baum)                            | Jühnsdorf, 2,2 km ONO Kirche, Westufer Blankenfelder See; Flur 4, Flurstück 62, (hist. 21) ()                     | ehemalig                                                          | Eigenart (Alter, Größe, Ausbildungsform), Seltenheit (lokal)          | Blattnummer: 28, Registernummer: B0771 |
| Direkt Bild zu diesem Denkmal hochladen | Rotbuche (Baum)                            | Jühnsdorf, 2,1 km O Kirche, Westufer der Krummen Lanke; Flur 4, Flurstück 84 (hist. 29) ()                        | ehemalig                                                          | Eigenart (Alter, Größe, Ausbildungsform), Seltenheit (lokal)          | Blattnummer: 27, Registernummer: B0772 |
| BW                                      | Stieleiche (Quercus robur) (Baum)          | Jühnsdorf, 1,2 km N Kirche, O Straße nach Blankenfelde; Flur 3, Flurstück 136 (52° 18′ 40,8″ N, 13° 23′ 2,4″ O)   | am Waldrand westlich Trebiner Damm                                | Eigenart (Alter, Größe), Schönheit (Landschaftsbild)                  | Blattnummer: 29, Registernummer: B0773 |
| Direkt Bild zu diesem Denkmal hochladen | Drei Rotbuchen (Baumgruppe)                | Jühnsdorf, 1,2 km N Kirche, Straße nach Blankenfelde; Flur 3, Flurstück 39 ()                                     | ehemalig                                                          | Eigenart (Alter, Größe)                                               | Blattnummer: 26, Registernummer: B0843 |

## Mahlow

### Bäume
| Bild                                    | Bezeichnung                                | Lage                                                                                              | Beschreibung                      | Schutzzweck                                                  | Nummer                                 |
| --------------------------------------- | ------------------------------------------ | ------------------------------------------------------------------------------------------------- | --------------------------------- | ------------------------------------------------------------ | -------------------------------------- |
| Direkt Bild zu diesem Denkmal hochladen | Eichen (Baumgruppe)                        | Mahlow, Dorfaue, W Kirche vor Friedhofsverwaltung; Flur 1, Flurstück 837, 836 (hist. 487) ()      | ehemalig                          | Schönheit (Ortsbild)                                         | Blattnummer: 41, Registernummer: B0680 |
| BW                                      | Schnurbaum (Sophora japonica) (Baumgruppe) | Mahlow, Ecke Poststraße/Heimstättenstraße; Flur 9, Flurstück 119 (52° 21′ 33,7″ N, 13° 24′ 34″ O) | 2 Bäume neben Heimstättenstraße 6 | Schönheit (Ortsbild), wissenschaftliche Gründe (Dendrologie) | Blattnummer: 38, Registernummer: B0746 |
| Direkt Bild zu diesem Denkmal hochladen | Esskastanie (Baum)                         | Mahlow, Rathenaustr. Nr. 1; Flur 11, Flurstück 7 ()                                               | ehemalig                          | Wissenschaftliche Bedeutung (Dendrologie)                    | Blattnummer: 38, Registernummer: B0747 |

### Naturdenkmal Nass
| Bild | Bezeichnung         | Lage | Beschreibung                                                   | Schutzzweck                                                | Nummer                                |
| ---- | ------------------- | --- | -------------------------------------------------------------- | ---------------------------------------------------------- | ------------------------------------- |
| BW   | Krummes Luch (Moor) | Mahlow, Glasow,Siedlung Fuchsberge; Flur 18, Flurstück 134 (Wa), 855 (Wa, Grünland) (52° 21′ 10,3″ N, 13° 26′ 18,2″ O) | Moorgebiet zwischen Kleingartenanlage Kreischausee und Waldweg | Erdgeschichtliche Bedeutung, Naturgeschichtliche Bedeutung | Blattnummer: 9, Registernummer: N0536 |